# Дитрих I фон Изенбург-Гренцау
Дитрих I фон Изенбург-Гренцау (на немски: Dietrich I von Isenburg-Grenzau; † между 11 април и 10 декември 1334) е господар на Изенбург-Аренфелс, 1/2 от Гренцау и на Бург Хершбах.
Той е син на Герлах I фон Изенбург-Аренфелс († сл. 1303) и съпругата му Елизабет фон Клеве (1236 – сл. 1291), дъщеря на Дитрих фон Клеве-Динслакен († 1245) и Изабела/Елизабет фон Брабант († 1272). Брат му Йохан I († 1345/1348) е господар в Аренфелс.

## Фамилия
Дитрих I се жени пр. 14 август 1304 г. за Хедвиг фон Нойенар († сл. 1331), дъщеря на граф Вилхелм I фон Нойенар († сл. 1322) и Беатрикс фон Грайфенщайн (или за Хедвиг фон Изенбург († 1331), дъщеря на Салентин II фон Изенбург и Агнес фон Рункел)  Те имат децата:
- Герлах II († 1371), господар на Изенбург-Аренфелс и на 1/3 от Нойенар, женен I. за Елизабет (Лиза) фон Браунсхорн († 1339), II. сл. 15 ноември 1339 г. за графиня Демут фон Нойенар († сл. 1364)
- Дитрих († 1329)
- Вилхелм († сл. 1336), свещеник в Хаймбах 1336
- Крафт († сл. 1346)
- Лиза/Луиза († 1370), омъжена за Симон фон Валдек-Вилц († 1368)